# Khyan
Khyan fou un faraó de la dinastia XV, probablement l'esmentat per Manetó com a Pakhnan o bé com a Staan (també esmentat amb diverses variacions del nom Joan, com Yannas, Jannis, Iannes, Joannis, etc.). El seu nom de tron (Nesut biti) fou Seuserenre, 'Soc poderós com Ra'. Fou conegut en una àmplia zona a Fenícia, Creta i les Cíclades.
Després de la submissió d'Abidos, el faraó va poder derrotar Tebes i ocupar la ciutat, dominant així tot Egipte. Això degué ser en la segona part del seu regnat, i tot seguit, amb el rei següent, els hikses van perdre Tebes.
El seu regne devia durar uns 20 0 25 anys, vers 1620 a 1600 aC. Manetó li dona 50 anys de regnat, que sembla exagerat, tot i que no impossible. El seu nom en la llengua dels hikses volia dir 'Nascut (en el mes) de Khiyar', i també se l'esmenta com a Khiyaran, Khajran i Khayan.
El seu nom s'ha trobat en 38 segells en escarabats i en altres peces a Creta, a Acàdia, a Sumer, a Hattusa, i a les muntanyes d'Anatòlia.